# Дубовский, Иосиф Игнатьевич
Иосиф Игнатьевич Дубовский (1 августа 1892, Лодзь — 27 ноября 1969, Алма-Ата) — советский музыкальный теоретик и педагог. Профессор Московской консерватории.

## Биография
Родился 1 августа 1892 года в городе Лодзь.
В 1912—1913 годах учился в местном музыкальном училище, затем в Лейпцигской консерватории. Занимался по классам фортепиано и теории музыки, его преподавателями были М. Регер, С. Крель и А. Шеринг. После начала Первой мировой войны вернулся в Россию. В 1922 году окончил теоретический факультет Московской консерватории (классы Г. Л. Катуара и Р. М. Глиэра). В 1921—1931 годах — преподаватель теоретических дисциплин в Московском областном техникуме имени братьев А. Г. и Н. Г. Рубинштейнов. В 1922—1943 годах преподавал в Московской консерватории (с 1940 года профессор). Преподавал также в Центральном заочном музыкально-педагогическом институте и в Высшем училище военных дирижёров.
С 1953 года — профессор кафедры теории музыки Института искусств имени Курмангазы Казахской ССР.
Один из соавторов учебника гармонии. Автор 6-томного труда, посвящённого мелосу русской крестьянской песни. Написал ряд статей и методических пособий о казахской народной музыке. Автор песен, хоров, инструментальных пьес.
Среди его учеников по Московской консерватории В. Берков, В. Вахромеев, И. Рыжкин, В. Протопопов, М. Жирков. В Казахстане его учениками были Б. Ерзакович, Н. Тифтикиди, Л. Измайлова, А. Кетегенова, Г. Котлова, К. Кирина, С. Кузембаева.

## Сочинения
- Практический курс гармонии, ч. 1—2, М., 1934—1935 (совм. с С. В. Евсеевым, В. В. Соколовым и И. В. Способиным);
- Методический курс одноголосного сольфеджио, М., 1935, 1939; Учебник сольфеджио, М., 1937 (совм. с И. В. Способиным);
- Учебник гармонии, т. 1, М., 1937, т. 2, М.—Л., 1938, перераб. (обе части вместе), М.—Л., 1947, перераб. и доп., М., 1969 (совм. с С. В. Евсеевым, В. В. Соколовым и И. В. Способиным);
- К вопросу о строении казахской народной песни, в сб.: А. В. Затаевич, А.-А., 1958;
- Модуляция. Практич. пособие, М., 1959, 1965;
- Имитационная обработка русской народной песни, М., 1963;
- Краткое методическое пособие к курсу полифонии — простейшие средства русской народной песни двух-трёхголосия, М., 1964;
- К вопросу о мелосе казахской народной песни, в сб.: Народная музыка в Казахстане, А.-А., 1967;
- Пяти-девятиголосие в курсе гармонии, М., 1970.